# باستر لويد جونز
باستر لويد جونز (بالإنجليزية: Buster Lloyd-Jones)‏ (مواليد 1914 - 1980) كان ممارسًا بيطريًا بريطانيا، في سنوات حياته الأولى كان باستر شغوفاً بالحيوانات وتعرض في صغره لشلل الأطفال وهو ما أثر عليه في وقت لاحق من حياته فأصبح عازما على أن يصبح طبيب بيطري.
سجل كمتدرب في تربية الحيوانات رغم أن الأمر يعني قطيعة كاملة مع والده، بعد ذلك بوقت قصير تم تعيينه بمستوصف الحيوان في ويمبلدون، قام برعاية الحيوانات المريضة والجريحة والمهجورة خلال الحرب العالمية الثانية، كان رجلا لطيفا جدا ولديه شغف بالحيوانات، وأثناء الحرب كان يحتفظ ببالكثير من الحيوانات المهجورة، القطط والكلاب والأرانب والماعز والجلاجو والببغاوات والقرود وحتى الثعابين كانوا مجرد عدد قليل وقت الحرب في منزله،